# Întreprinderea de Semnalizări și Automatizări Feroviare
Întreprinderea de Semnalizări și Automatizări Feroviare (ISAF) este o societate romaneasca, infiintata in 1951 de catre administrația Căilor Ferate Române, al carui principal obiect de activitate este executarea si montarea in tara si peste hotare, a oricarui tip de instalatii de automatizare, semnalizare, telecomunicatii, radiocomunicatii si productie, a instalatiilor de inalta tensiune destinate transportului feroviar si urban electrificat, precum si orice activitate care necesita confectii metalice.
În iunie 2008 a fost achiziționată de grupul francez Colas, parte a gigantului Bouygues.
ISAF S.A. are 70 de ani de experienta in Romania si peste 10 ani in Grecia si Bulgaria.
ISAF S.A. este membra a grupului COLAS RAIL, liderul francez in domeniul constructiei de infrastructuri feroviare, care activeaza pe piata romaneasca in diverse sectoare de activitate precum: 
- domeniul constructiilor rutiere si feroviare;
- domeniul productiei de echipament si al serviciilor auxiliare pentru sectorul energetic si pentru transportul feroviar;
- domeniul lucrarilor de constructii de cladiri;
Misiunea societatii ISAF S.A. este aceea de a reusi sa devina partenerul ales pentru a indeplini cerintele segmentului de clienti guvernamentali sau privati care au conditii/exigente tehnice si operationale severe/ridicate.                                
Angajamentul ISAF este de a oferi atat servicii profesionale si de inalta calitate cat si cele mai bune solutii pentru protejarea intereselor clientiilor nostri.
Diviziile de Electrificare, Semnalizari si Telecomunicatii ofera proiecte si solutii la cheie, eficiente, la un standard tehnologic si calitativ inalt pentru lucrari de mare amploare (cale ferata, metrou, tramvai, troleibuz).
Toate lucrarile executate, avand suportul dotarilor si amenajarilor existente, confera ISAF S.A. capabilitatea executarii unei game foarte largi de produse, de la confectii si structuri metalice la instalatii de automatizare, in conditiile de calitate si termenele stabilite cu beneficiarul.
Pentru cazurile în care nu exista o solutie definitiva, se poate asigura, prin proiectarea ISAF S.A., alegerea si solutionarea variantei constructive optime de comun acord cu solicitantul.
Cifra de afaceri în 2007: 26,2 milioane lei (7,4 milioane euro)
Venit net în 2007: 3,1 milioane lei (0,8 milioane euro)